# Hermann Julius Kolbe

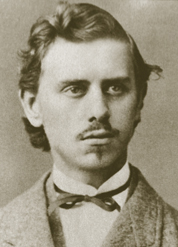
Hermann Julius Kolbe

Hermann Julius Kolbe (ur. 2 czerwca 1855 w Halle (Westf.), zm. 26 listopada 1939 w Berlinie-Lichterfelde) – niemiecki entomolog, zajmował się przede wszystkim chrząszczami. Był kustoszem Muzeum Historii Naturalnej w Berlinie od 1890 do 1921.